# Thulla Ridge
Thulla Ridge är en bergstopp i Antarktis. Den ligger i Sydorkneyöarna. Argentina och Storbritannien gör anspråk på området. Toppen på Thulla Ridge är 94 meter över havet. Thulla Ridge ligger på ön Signy.
Terrängen runt Thulla Ridge är kuperad åt nordost, men söderut är den platt. Trakten är obefolkad. Det finns inga samhällen i närheten. 